# واقي المرتبة

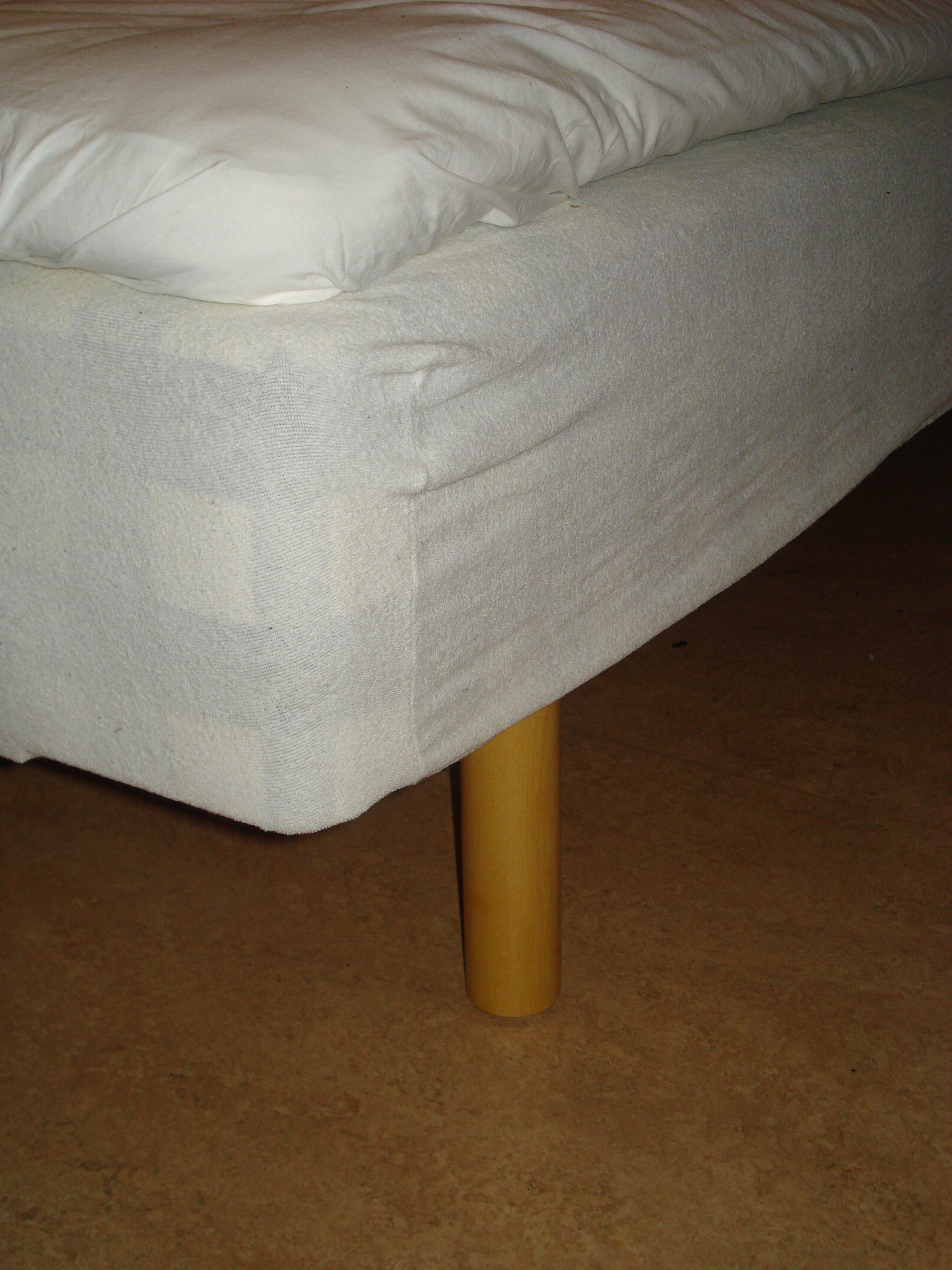
واقي مرتبة

واقي المرتبة هو قطعة من المرتبة القابل للإزالة توضع فوق أو تحجبها لحمايتها. توفر بعض واقيات المراتب أيضًا الحماية للشخص الذي ينام على المرتبة من المواد المسببة للحساسية والمهيجات مثل عث الغبار وبق الفراش والعفن والجلد الميت (مثل القشرة).
في المستشفى أو في الأماكن الطبية الأخرى، يمكن استخدام وسادة تحتية يمكن التخلص منها لامتصاص الدم وسوائل الجسم الأخرى، بالتوافق مع ثوب المستشفى.